# Roze Kate
Roze Kate is een Nederlandse stomme film uit 1912, gebaseerd op het toneelstuk Roze Kate, of het terreurspel der smeden van de Vlaming Nestor de Tière.

## Verhaal
Evert (Louis van Dommelen) heeft het meisje van zijn dromen gevonden in Roze Kate, zijn broers Jacob en Simon zijn hier erg jaloers over, Dan gebeurt er totaal iets anders als hun vader overlijdt. De moeder van de jongens kan als ze opnieuw trouwt ervoor zorgen dat haar zoons naar de erfenis van hun vader kunnen fluiten, waardoor Jacob en Simon een plan smeden om hun moeder te vermoorden. Als het gebeurd is wijst al het bewijsmateriaal naar de broer Evert die niet in het complot zat. Het lijkt erop dat Roze Kate (Caroline van Dommelen) een sluw spel speelt om de jongens van hun erfenis af te helpen.

## Rolverdeling
| Acteur                | Personage |
| --------------------- | --------- |
| Caroline van Dommelen | Roze Kate |
| Louis van Dommelen    | Evert     |
| Jan van Dommelen      |           |
| Jeff Mertens          |           |
| Anton Roemers         |           |